# Janina Conceição
Janina Déia Chagas da Conceição (Rio de Janeiro, 25 de outubro de 1972) é uma jogadora de voleibol brasileira. Teve sua primeira convocação para a seleção em 1994, encerrando sua participação no ciclo olímpico em 2000, quando conquistou a medalha de bronze pela seleção brasileira na Olimpíada de Sydney 2000.

## Clubes
| Clube                   | País   | De   | Até  |
| ----------------------- | ------ | ---- | ---- |
| Lufkin EC               | Brasil | 1988 | 1990 |
| Armazém das Fábricas    | Brasil | 1990 | 1991 |
| A.A. Rio Forte          | Brasil | 1991 | 1994 |
| Tensor/Pinheiros        | Brasil | 1994 | 1995 |
| Botafogo F.R.           | Brasil | 1995 | 1996 |
| Mizuno/Uniban           | Brasil | 1996 | 1997 |
| Uniban/São Caetano E.C. | Brasil | 1997 | 1998 |
| Uniban/São Bernardo     | Brasil | 1998 | 1999 |
| Leites Nestlé           | Brasil | 1996 | 1997 |
| BCN/Osasco              | Brasil | 1999 | 2002 |
| Método Infoplus Vicenza | Itália | 2002 | 2003 |
| Oi/Campos               | Brasil | 2003 | 2004 |
| Macaé Sports            | Brasil | 2004 | 2005 |
| C.R. Flamengo           | Brasil | 2006 | 2007 |